# Valentin Anton von Schneid
Valentin Anton Freiherr von Schneid (* 11. Dezember 1734 in Mainz; † 30. Oktober 1802 in Regensburg) war ein deutscher Geistlicher.
Schneid promovierte 1756 zum Dr. jur. in Ingolstadt. Im gleichen Jahr wurde er Domizellar und 1762 Domkapitular in Regensburg. Am 9. Juni 1759 wurde Schneid zum Diakon für das Bistum Freising und am 22. September 1759 zum Priester geweiht. Anschließend wurde er Pfarrer in Altheim bei Landshut. Am 13. Dezember 1779 wurde er zum Titularbischof von Corycus und Weihbischof in Regensburg ernannt. Im selben Jahr wurde er auch Konsistorialpräsident von Regensburg. Die Bischofsweihe spendete ihm Johann Nepomuk August Ungelter von Deissenhausen, Weihbischof in Augsburg, in Augsburg.